# Anne Jacquemin
Anne Jacquemin est une actrice française, née le 1er janvier 1963 à Grenoble.

## Biographie
Elle a 22 ans lorsque le metteur en scène Jean Meyer la sélectionne pour succéder à Marie Sophie Pochat dans la pièce Gigi.

## Théâtre
Sauf indication contraire ou complémentaire, les informations mentionnées dans cette section peuvent être confirmées par la base de données Les Archives du spectacle.
- 1985 : Gigi de Colette et Anita Loos, mise en scène Jean Meyer : Gigi
- 1987: Adorable Julia de Marc-Gilbert Sauvajon d'après Somerset Maugham, mise en scène Jean-Paul Cisife, Théâtre Hébertot : Chris Vallamont
- 1988 : L'Affaire du courrier de Lyon d'Alain Decaux et Robert Hossein, mise en scène Robert Hossein, Palais des congrès de Paris
- 1989 : Les Amants magnifiques de Molière, mise en scène Jean-Luc Paliès
- Le Jeu de l'amour et du hasard de Marivaux, mise en scène Jacques Kraemer
- 1994 : Monsieur Klebs et Rozalie de René de Obaldia, mise en scène Jacques Rosny : Rozalie
- 1995 : Le Journal d'Adam et Ève de Mark Twain, mise en scène Jean-Luc Moreau : Eve
- 1998: Surtout ne coupez pas d'après Sorry, wrong number de Lucille Fletcher, mise en scène Robert Hossein, Théâtre Marigny : Léona Stevenson
- 2004 : L'Homme, la bête et la vertu de Luigi Pirandello, mise en scène Jean-Claude Idée, Théâtre Montparnasse : Mme Assunta Perella [la vertu]
- 2007 : Grasse Matinée de René de Obaldia, Festival L’Oise au Théâtre : Babeth
- 2007 & 2008 : La Nuit de Valognes d'Éric-Emmanuel Schmitt, mise en scène Régis Santon : la comtesse de la Roche-Piquet
- 2008 : La Journée des Dupes de Jacques Rampal, mise en scène d'Yves Pignot : Anne d’Autriche
- 2007 à 2009 : Le Système Ribadier de Georges Feydeau, mise en scène Christian Bujeau : Angèle, Mme Ribadier
- 2012 - 2013 : Un drôle de père de Bernard Slade, mise en scène de Jean-Luc Moreau, Théâtre Montparnasse : Delphine Garnier
- 2015 : Le philosophe et la putain de Jacques Rampal, mise en scène d'Elsa Royer, Théâtre 13 : Hariola
- 2015 - 2016 : Sans rancune de Sam Bobrick et Ron Clark, mise en scène Sébastien Azzopardi, Théâtre du Palais Royal
- 2017 : La Récompense de Gérald Sibleyras, mise en scène Bernard Murat, théâtre Edouard VII
- 2018 : Le Journal de ma fille de Coralie Miller, mise en scène Jean-Luc Moreau, théâtre Tête d'Or et tournée
- 2019 : Le Secret des Conteuses de Martine Amsili, Théâtre Déjazet :  Ninon de Lenclos
- 2021 & 2022 : Inavouable, mise en scène de Jean-Luc Moreau : Clémence

## Filmographie
Sauf indication contraire, les informations mentionnées dans cette section peuvent être confirmées par les bases de données cinématographiques  présentes dans la section « Liens externes ».

### Télévision
- 1989 : La Comtesse de Charny, de Marion Sarraut : Andrée de Taverney
- 1991 : La Florentine, de Marion Sarraut : Fiora Beltrami & Marie de Brévailles [la mère de Fiora]
- 1993 : Les Maîtres du pain, d'Hervé Baslé : Jeanne Corbières
- 1994 : Le Fils du cordonnier, d'Hervé Baslé : sœur Armelle
- 1994 : Danse avec la vie, de Michel Favart : l'assistante sociale
- 1995 : Les Allumettes suédoises, de Jacques Ertaud : Virginie Châteauneuf
- 1995 : Tatort (Frankfurt - Miami) / La mondaine (L'héroïne de Francfort), de Klaus Biedermann : Béatrice
- 1996 : Vice vertu et vice versa, de Françoise Romand : Alice Mercier
- 1996 : Le Secret d'Iris, d'Élisabeth Rappeneau : Cécile
- 1996 : Le Neuvième Jour, de David Delrieux : Nadège
- 1996 : Hold-up en l'air, d'Éric Civanyan : Isabelle
- 1997 : Entre terre et mer, d'Hervé Baslé : Jeanne
- 1997 : L'Enfant perdu, de Christian Faure : Rose
- 1997 : Louis Page / Le pénitent (Passage sous silence), de Hugues de Laugardière : Marie Girard
- 1999 : Marie-Tempête, de Denis Malleval : Marie Delauney
- 2000 : Passeur d'enfants (Passeur d'enfants à Istanbul), de Franck Apprederis : Françoise
- 2000 - 2002: Le Grand Patron, de Claude-Michel Rome : Sophie Jansen
- 2002 : L'Agence coups de cœur (Un amour aller-retour), de Jacques Otmezguine : Cécile
- 2003 : Alex Santana, négociateur (Portée disparue), de Gilles Béhat : Évelyne Rousseau
- 2004 : Zodiaque, de Claude-Michel Rome : Juliette Lefort-Saint-André
- 2004 : Père et Maire (Une nouvelle vie / Une deuxième vie), de Régis Musset : Caroline Millet
- 2006 : Le Maître du Zodiaque, de Claude-Michel Rome : Juliette Saint-André (divorcée Lefort)
- 2006 : Joséphine, ange gardien (Un passé pour l’avenir), de Philippe Monnier : Camille Catinel
- 2008 : Beauregard, de Jean-Louis Lorenzi : Jeanne Gramont
- 2009 : Des mots d’amour, de Christian Bourguignon : Madame Dufour
- 2012 : La Guerre du Royal Palace, de Claude-Michel Rome : Solange Verdier & Rose-Marie Verdier [La sœur]
- 2014 : Alex Hugo, la mort et la belle vie de Pierre Isoard : Marine Cruzatier
- 2014 : La Trouvaille de Juliette de Jérôme Navarro : Martine Branslegger
- 2014 : Le Chapeau de Mitterrand de Robin Davis : Esther Kerwitcz
- 2014 : Le Port de l'oubli de Bruno Gantillon : Marie-Laure de Segonzac
- 2022 : Amis d'enfance de Sam Karmann et Serge Khalfon

### Cinéma
- 1995 : Les Trois Frères, de Didier Bourdon et Bernard Campan : Marie, la femme enceinte qui aide les trois frères et garde Michaël
- 1996 : Passage à l'acte, de Francis Girod : la femme sur la photo de la pierre tombale
- 1996 : Le Cri de la soie, d'Yvon Marciano : la vendeuse de foulards
- 1997 : Messieurs les enfants, de Pierre Boutron : Tatiana
- 1998 : Les Migrations de Vladimir, de Milka Assaf : Nathalie
- 2017 : Les Grands Esprits d'Olivier Ayache-Vidal

## Émissions radio
France Inter :
Au fils de l'histoire:
- Annunziata, couturière, 13 ans (6 janvier 2008), par Laurence Jyl, voix de Caroline
- Charles et Zita, le requiem pour les Habsbourg (20 avril 2008), par Jean des Cars, voix de Zita
- La prise de pouvoir et l'escadron volant de Catherine de Médicis (15 juin 2008), par Philippe Dohy, voix de la belle Rouhet
- Alexandre II, le tsar révolutionnaire (1er mars 2009), par Jean des Cars, voix de Katia
- L'affaire Cailloux (26 avril 2009), par Colette Plat, voix d'Henriette
- Monsieur Récamier (20 septembre 2009), par Anne Torregrossa, voix de Juliette Récamier
- 1810 : Un français devient roi de suède (14 février 2010), par Jean Tulard de l’Institut voix de Désirée Clary
- Florence Nightingale, hygiéniste, statisticienne et néanmoins Lady (19 septembre 2010), par Caroline de Kergariou, voix de Flo
- La grande aventure des Dumas: Une famille extraordinaire (26 septembre 2010), par Annick Rannou-Laforêt, voix de Marie Labouret
- La symphonie "Résurrection" (5 décembre 2010), de  Jacques Rampal, voix de Alma Mahler
- 1947, Lord Mountbatten et l’indépendance de l’Inde (6 mars 2011), par  Jean des Cars, voix de la reine Elizabeth
- Les petites misères de Maurice Chevalier (25 mars 2012), de  Jacques Rampal, voix de Nita Raya

Dormir Debout (Nuits noires, nuits blanches):
- On l'appelait Pitbull  (28 février 2009), de Caroline de Kergariou, voix de Sidonie
- Chasseur de têtes (21 mars 2009), de Martine Legrand, voix de Camille
- Je dors seul (27 juin 2009), de Unglee, voix d'Isabelle
- Le rat (19 septembre 2009), de Isabelle Maistre, voix d'Hélène
- Conversation intime (15 novembre, 2011), de Marion Ciblat, voix de Jeanne
- Exécution (23 février, 2012), de Jean-Claude Danaud, voix d'Aurélie
- Allez !... Encore un peu de punch ... (16 mars, 2012), de Paul Swan, voix de Marie
- Les ongles peints de Joséphine (23 mai, 2012), de Philippe Garbit, voix de l'interlocutrice
- Retour de nuit (11 octobre 2012), de Jean-Claude Danaud, voix de Chloé
- Maladies (11 avril 2013), de Viviane Faudi-Khourdifi, Voix de Marie
- Constance chez les Roms (2 mai 2013), de Mouloud Akkouche, voix de Constance Lambert

## Distinction
- Molières 1993 : nomination pour le Molière de la révélation théâtrale dans Monsieur Klebs et Rozalie